# 333146 Austin
333146 Austin è un asteroide della fascia principale interna. Scoperto nel 2004, presenta un'orbita caratterizzata da un semiasse maggiore pari a 2,351807 UA e da un'eccentricità di 0,200280, inclinata di 2,626487° rispetto all'eclittica.
Austin Fisher è un ingegnere americano. È stato responsabile del sottosistema di alimentazione elettrica per la missione OSIRIS-REx. Prima di questo ruolo, Austin ha supportato lo sviluppo di OSIRIS-REx come ingegnere dei sistemi elettrici durante l'assemblaggio, i test e l'integrazione.